# الغابة (إشبيلية)
الغابة هي بلدية إسبانية في مقاطعة إشبيلية في الأندلس ، ويبلغ عدد سكانها حوالي 16000. تنتمي إلى منطقة La Vega ، 7 كيلومتر من العاصمة الإقليمية إشبيلية. يعود تاريخ المدينة إلى الإمبراطورية البيزنطية وتضم العديد من القطع الأثرية التاريخية والكنائس المهمة. يحتل نهر الوادي الكبير مكانة بارزة في تاريخ الغابة. يكتسب النهر عرضًا كبيرًا هنا حيث تتكئ أشجار الحور الكبيرة على الماء وتحيط به العديد من بساتين البرتقال. يعتبر الصيد على ضفافه نشاطًا شائعًا بين السكان المحليين. تشتهر المدينة أيضًا بالعديد من المهرجانات.